# Giovanni Alemanno

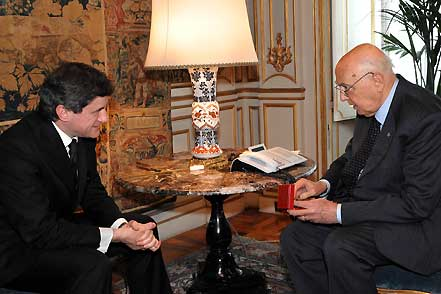
Giovanni Alemanno in gesprek met Giorgio Napolitano

Giovanni Alemanno (Bari, 3 maart 1958) is een Italiaans politicus en was minister van Land- en Bosbouw in de kabinetten Berlusconi II en III namens de Alleanza Nazionale. In zijn jeugdjaren was hij actief lid van de postfascistische beweging MSI. Regelmatig werd hij opgepakt wegens openlijke geweldpleging en in 1982 veroordeeld tot 8 maanden gevangenschap. Hij was minister van landbouw in de regering van Berlusconi en werd later burgemeester van de Italiaanse hoofdstad Rome met een campagne waarin hij onder meer beloofde het moderne museum van de Ara Pacis te zullen afbreken als hij werd gekozen. (anno 2025 staat het gebouw er echter nog steeds). 
Alemano is voorjaar 2016 officieel in staat van beschuldiging gesteld wegens corruptie tijdens zijn burgemeesterschap en banden met de Mafia Capitale
Februari 2019 is hij hiervoor veroordeeld tot 6 jaar gevangenisstraf.
- Gemeinsame Normdatei: 1022690884
- International Standard Name Identifier: 0000 0000 4650 6331
- Library of Congress Control Number: no2002116146
- Istituto Centrale per il Catalogo Unico: RAVV287691
- Système universitaire de documentation: 186297653
- Virtual International Authority File: 41519903
- WorldCat: E39PBJf8vjBfyxQhWVJJ6G78md